# لاري كين (صحفي)
لاري كين (بالإنجليزية: Larry Kane)‏ (21 أكتوبر 1942، بروكلين في الولايات المتحدة)؛ صحفي، مذيع أخبار وروائي أمريكي.

## روابط خارجية
- لاري كين على موقع IMDb (الإنجليزية)
- لاري كين على موقع قاعدة بيانات الفيلم (الإنجليزية)